# 防風通聖散
防風通聖散（ぼうふうつうしょうさん）は、漢方方剤の一つ。病院で処方される医療用医薬品と薬局等で購入できる一般用医薬品がある。独特の味で、温服が効果的。出典は金時代の漢方の古典である『宣明論』（せんめいろん）。

## 効能・効果
便秘がちで皮下脂肪の多い人に良く使われる。
体力充実して、腹部に皮下脂肪が多く、便秘がちなものの次の諸症：高血圧や肥満に伴う動悸・肩こり・のぼせ・浮腫・便秘、副鼻腔炎、湿疹・皮膚炎群、肥満症。
気道、皮膚、尿路、腸管からの排泄を促進すると考えると理解しやすい。適応証（体質）は、実証（体力充実）、熱証（暑がり・のぼせ）、湿証（水分停滞）。火熱に対し、熱を冷ますもの。食欲増進ホルモンのグレリンを低下させ食欲を抑制する。

## 組成
ボウフウ、オウゴン、大黄、芒硝、麻黄、石膏、白朮、荊芥、レンギョウ、桔梗、山梔子、芍薬、当帰、センキュウ、薄荷、滑石、生姜、甘草

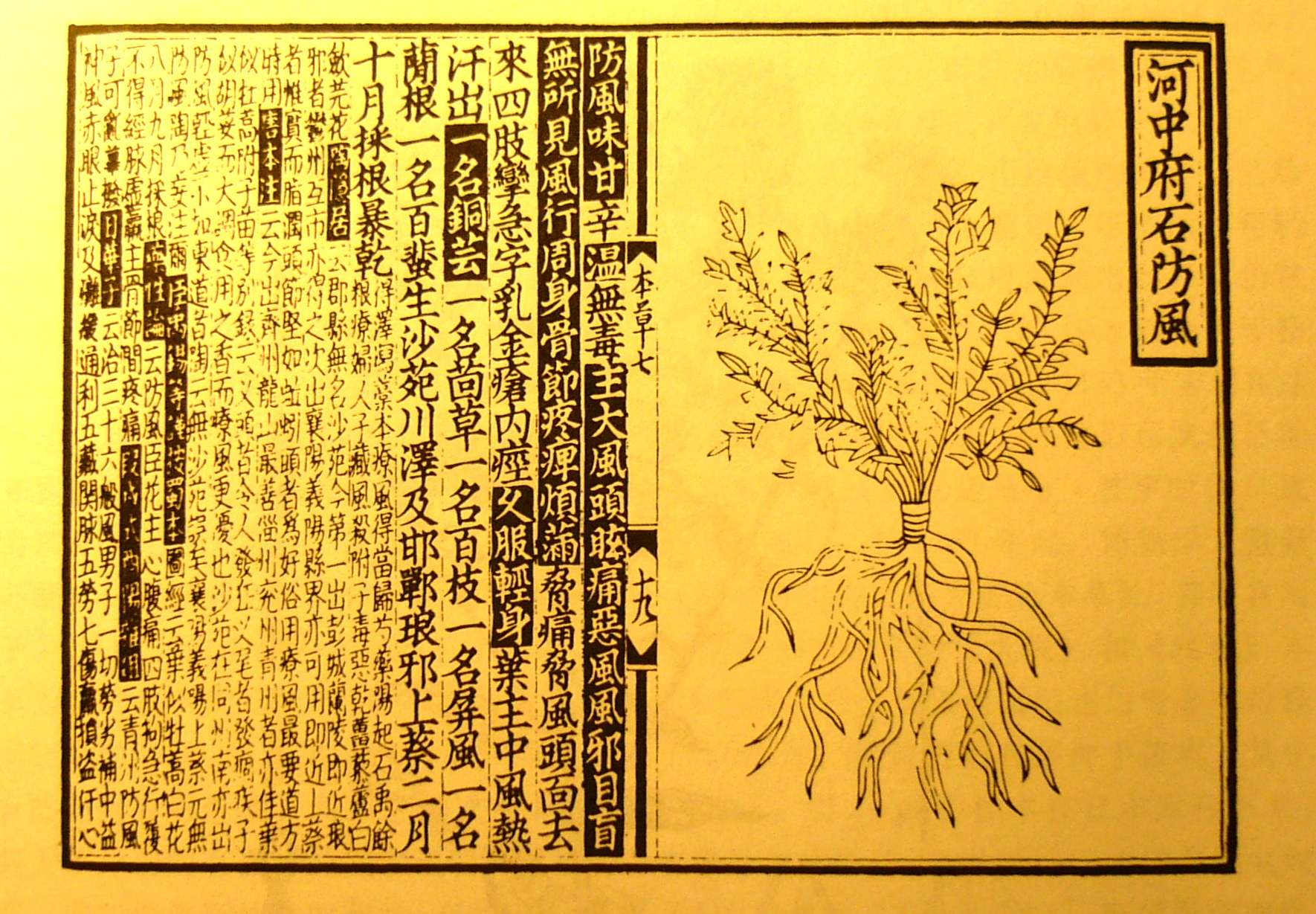
ボウフウ
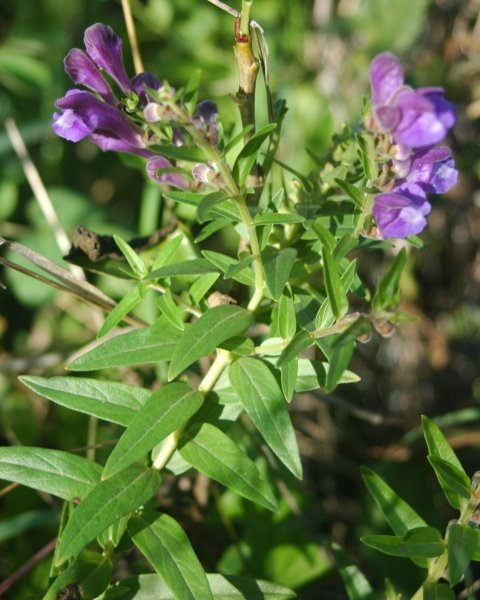
オウゴン
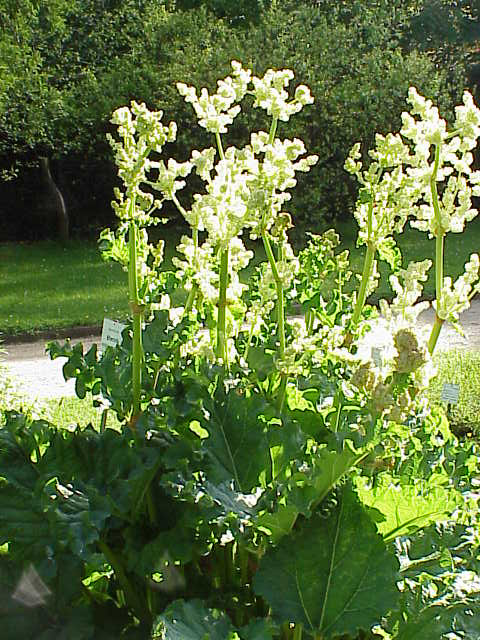
大黄
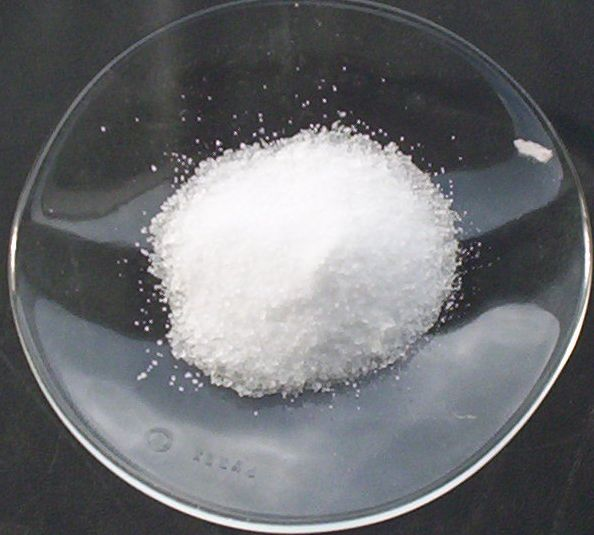
芒硝
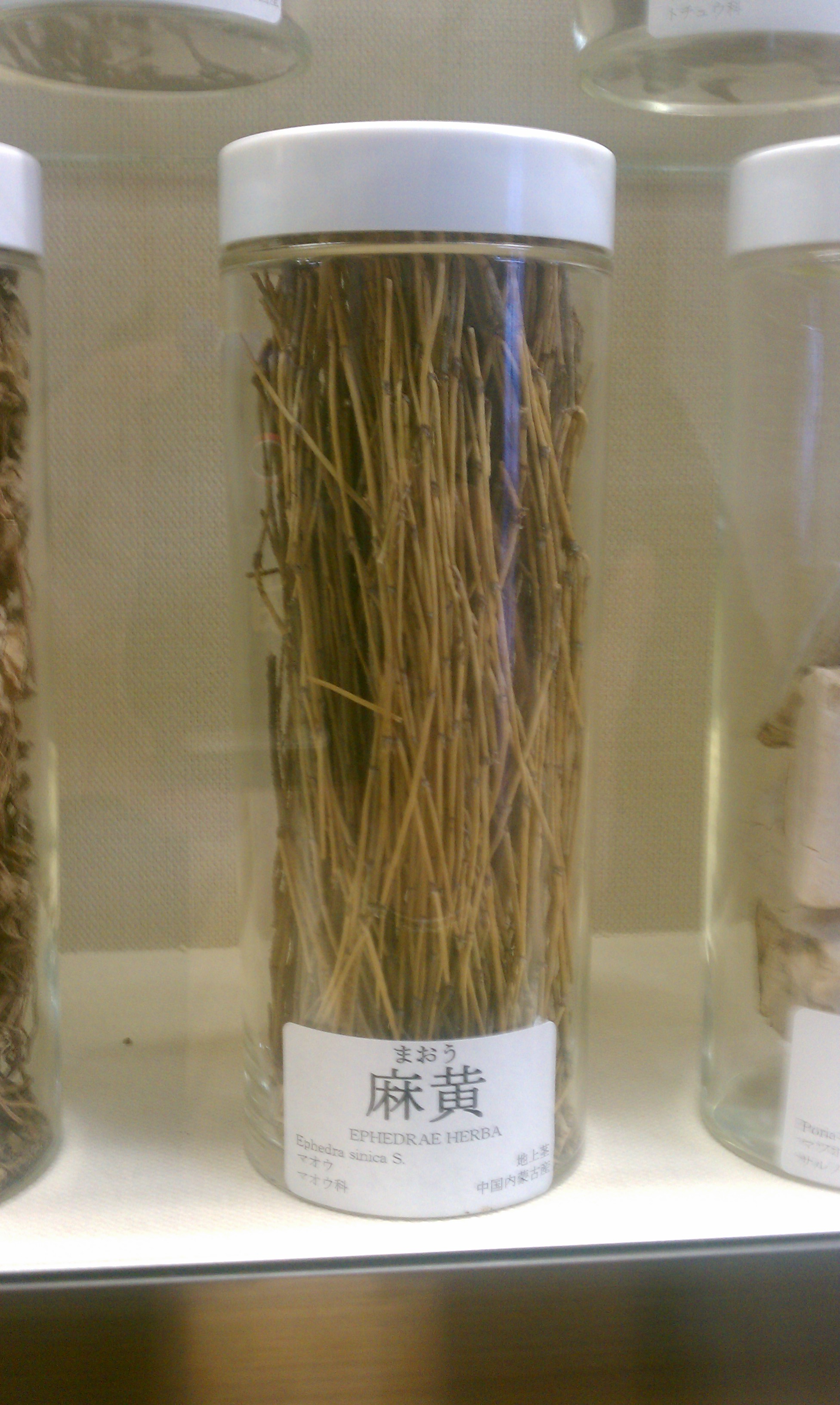
麻黄
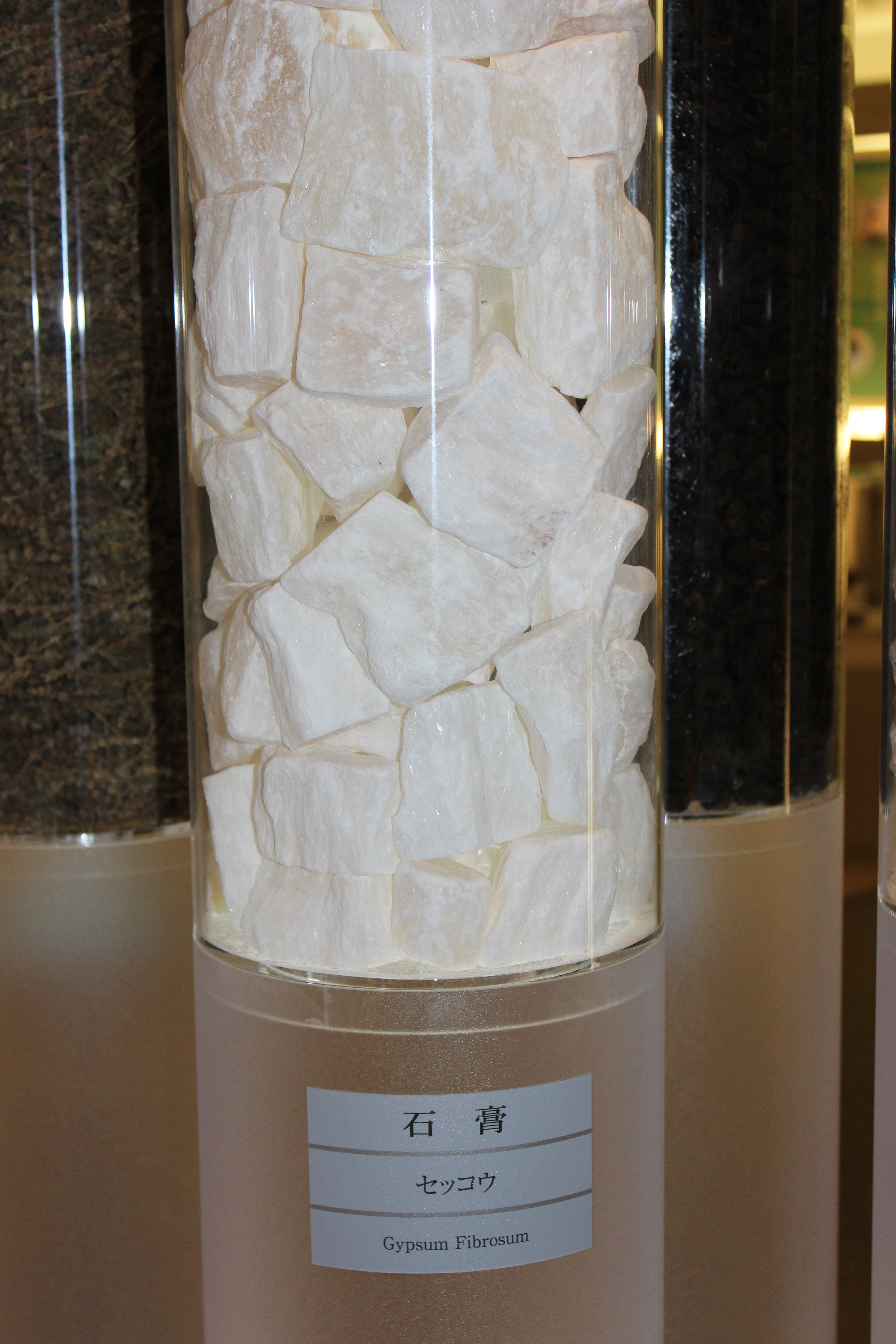
石膏
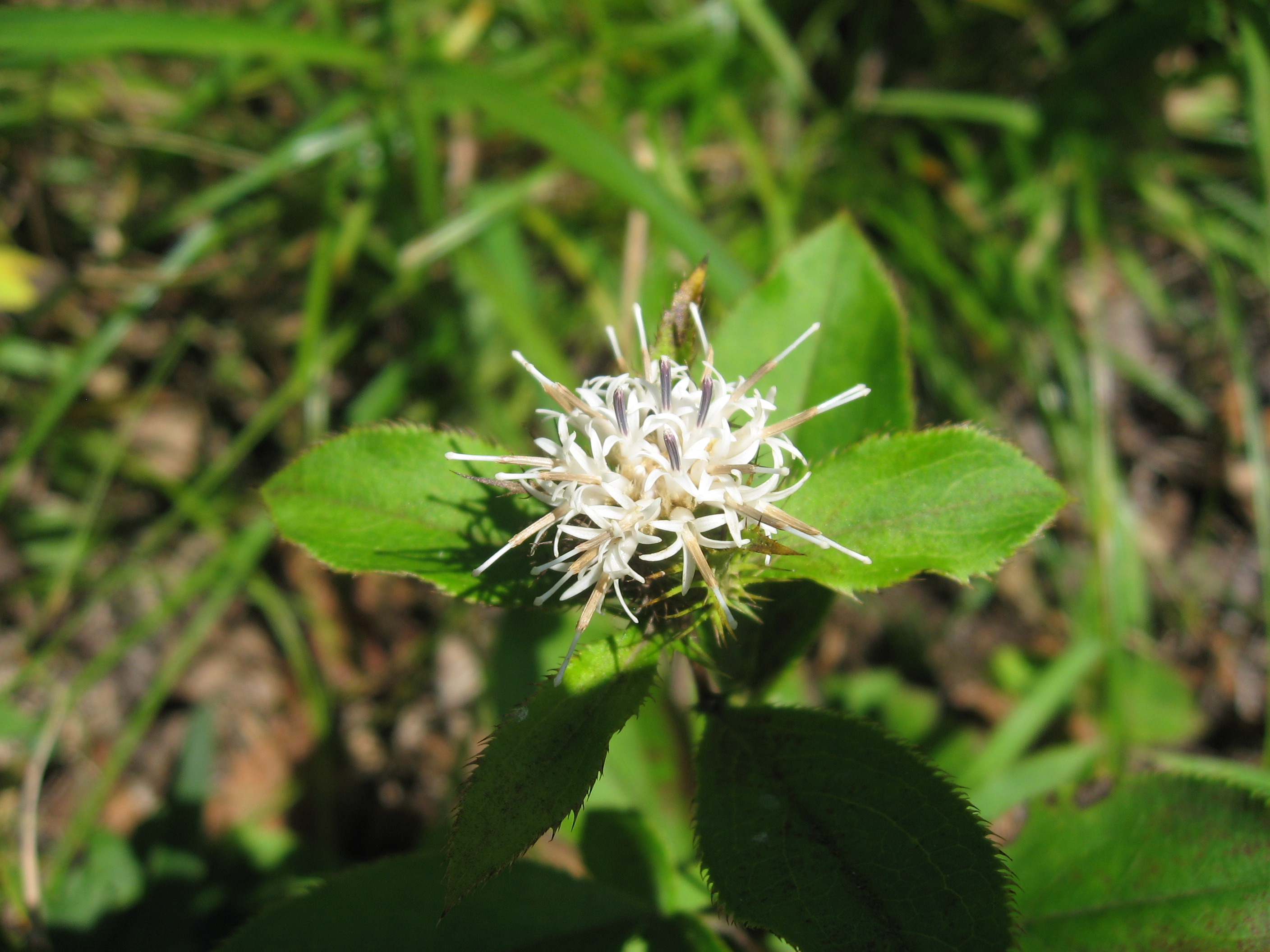
白朮
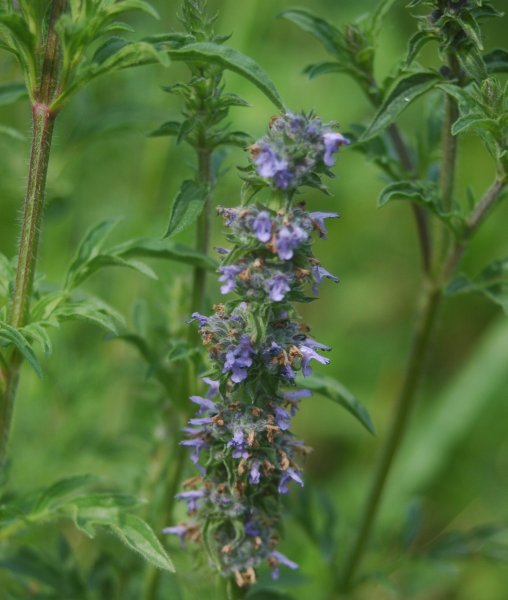
荊芥
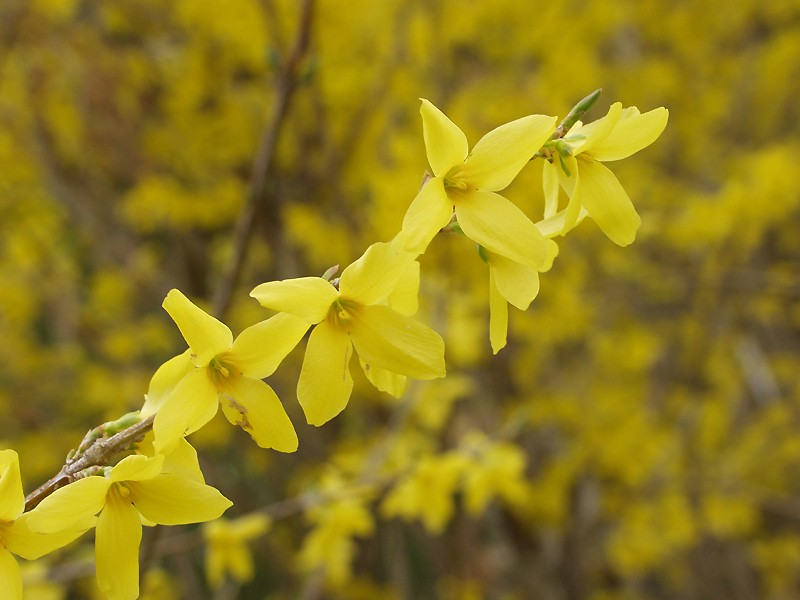
レンギョウ
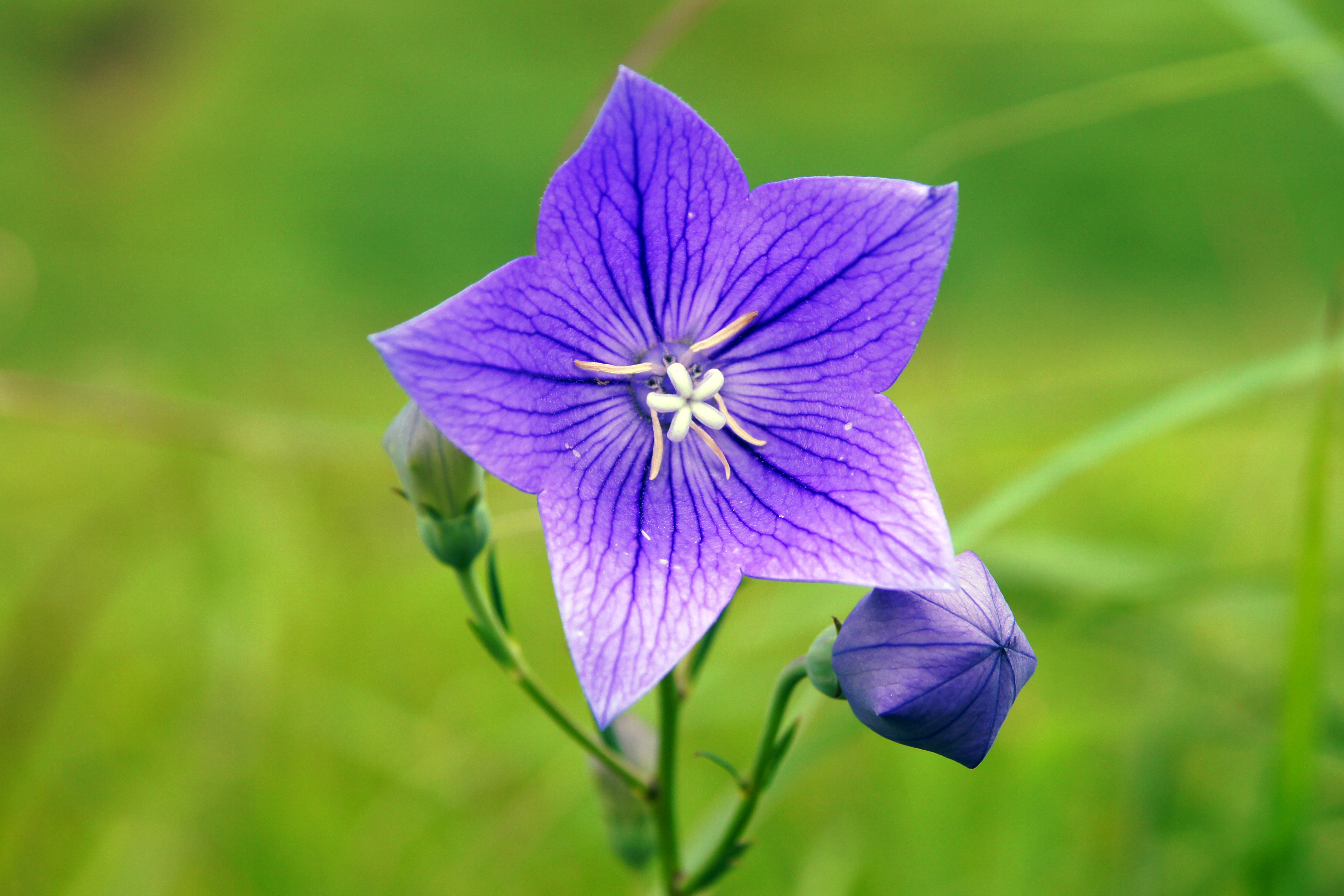
桔梗
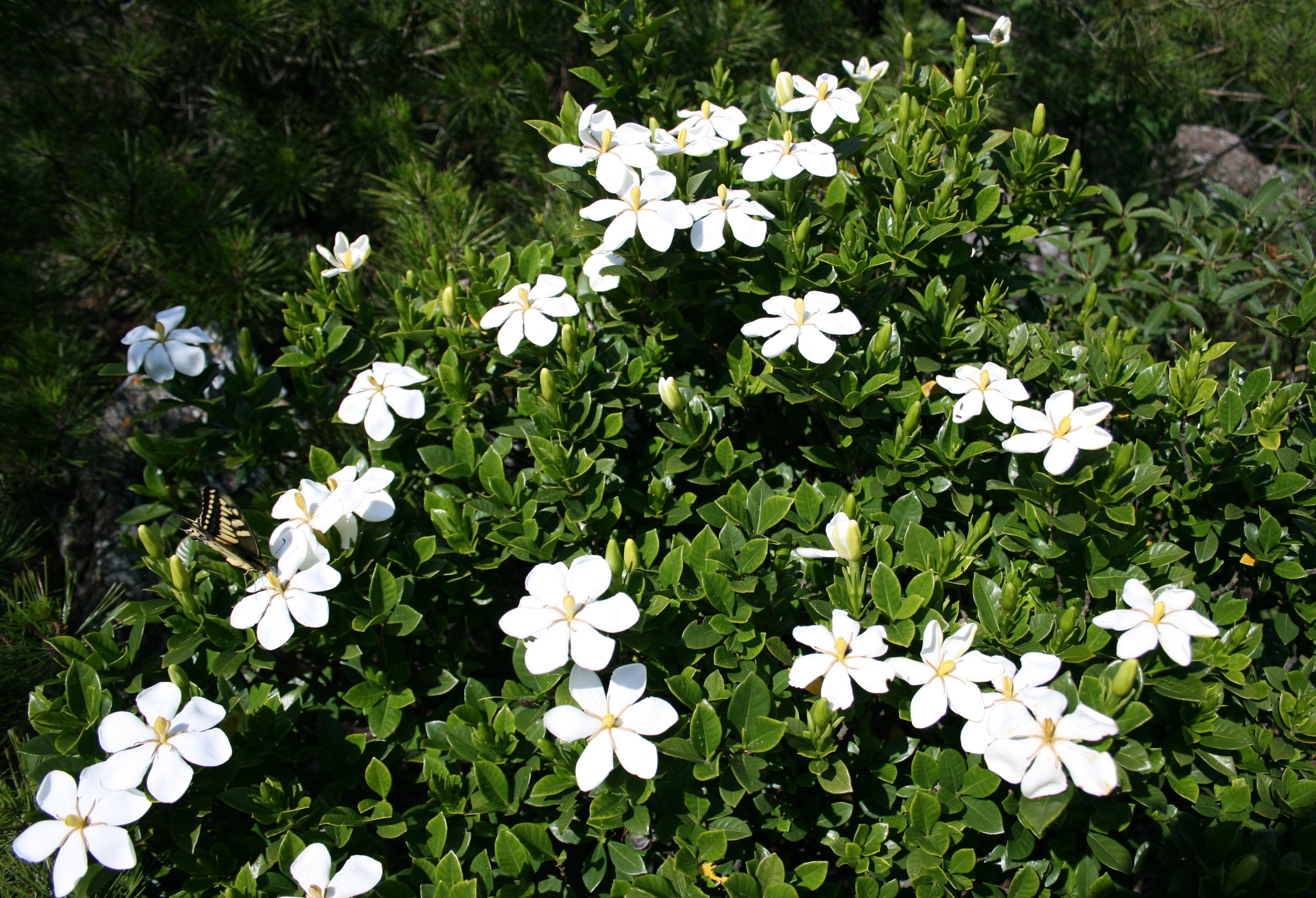
山梔子
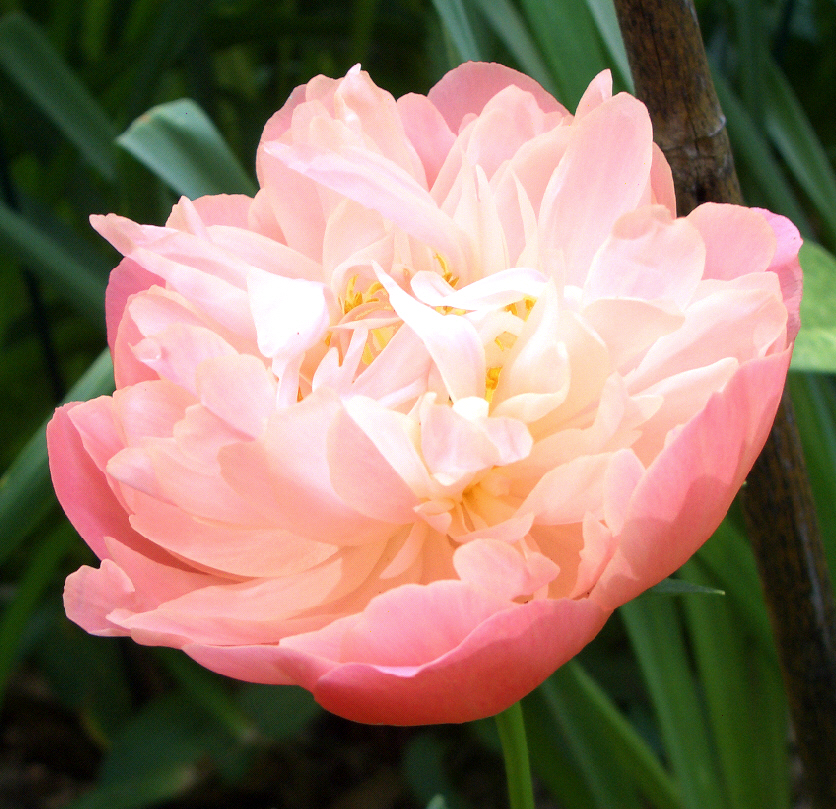
芍薬
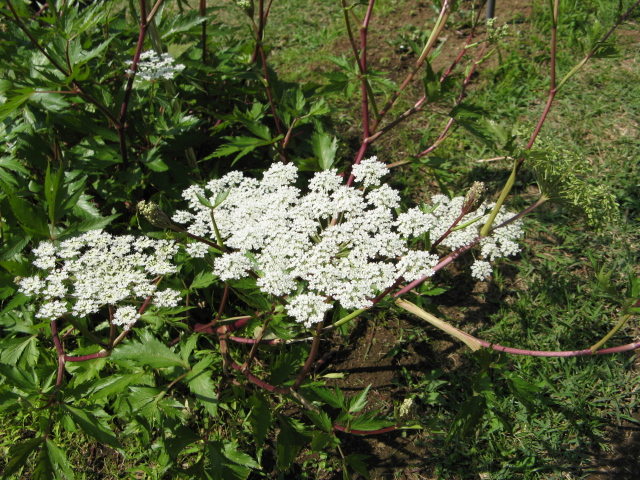
当帰
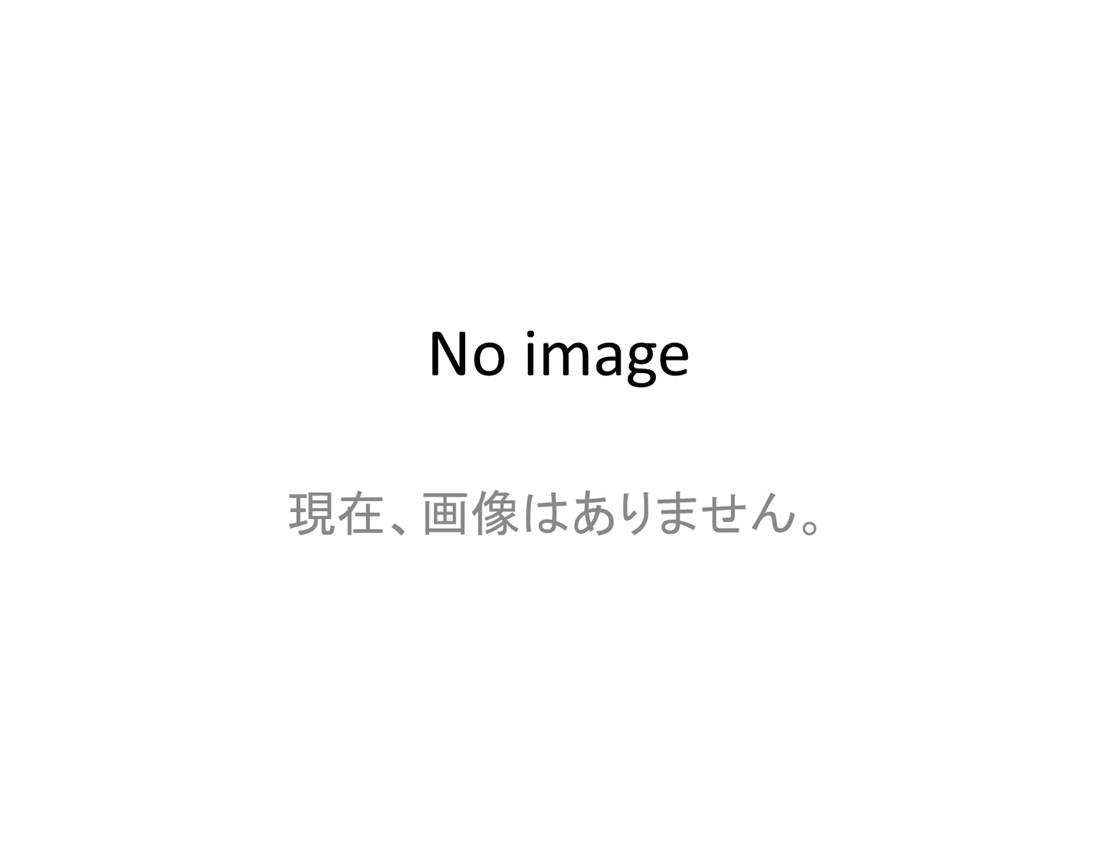
川芎
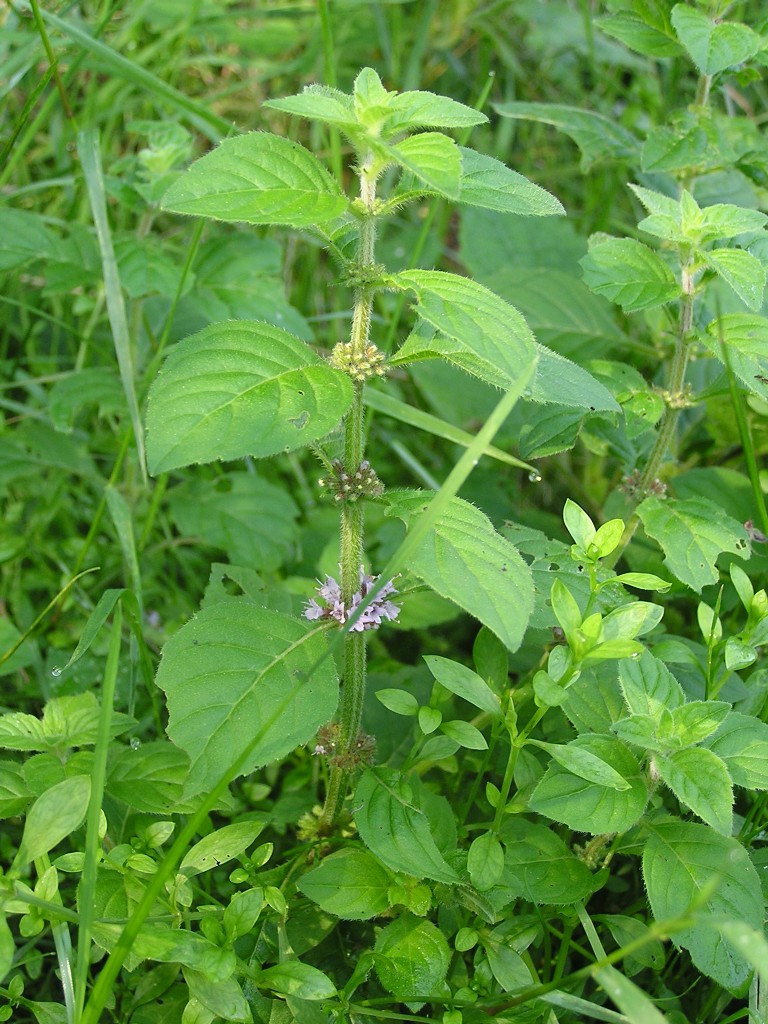
薄荷
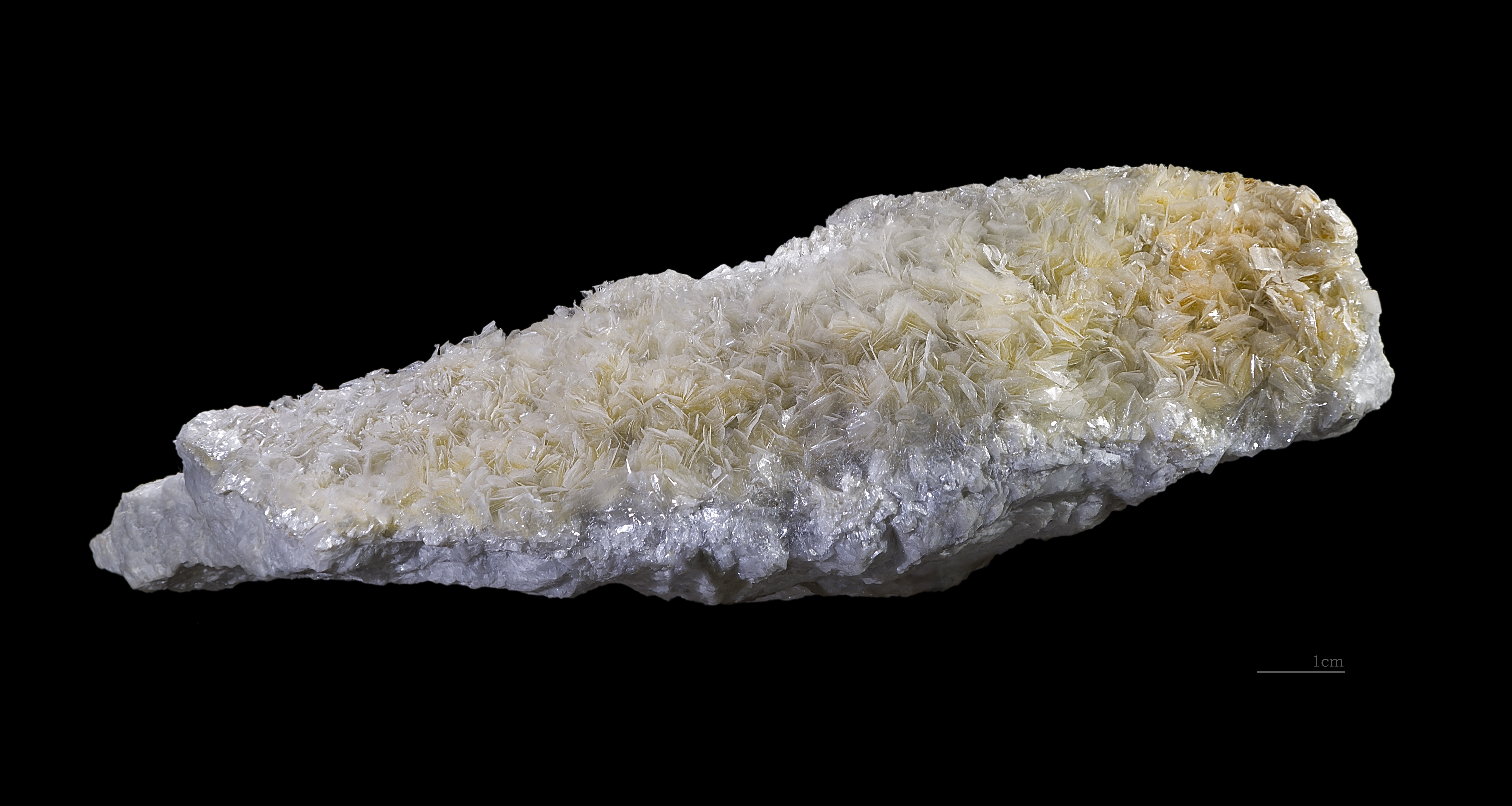
滑石
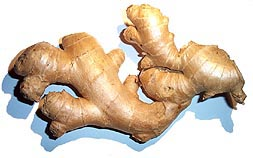
生姜
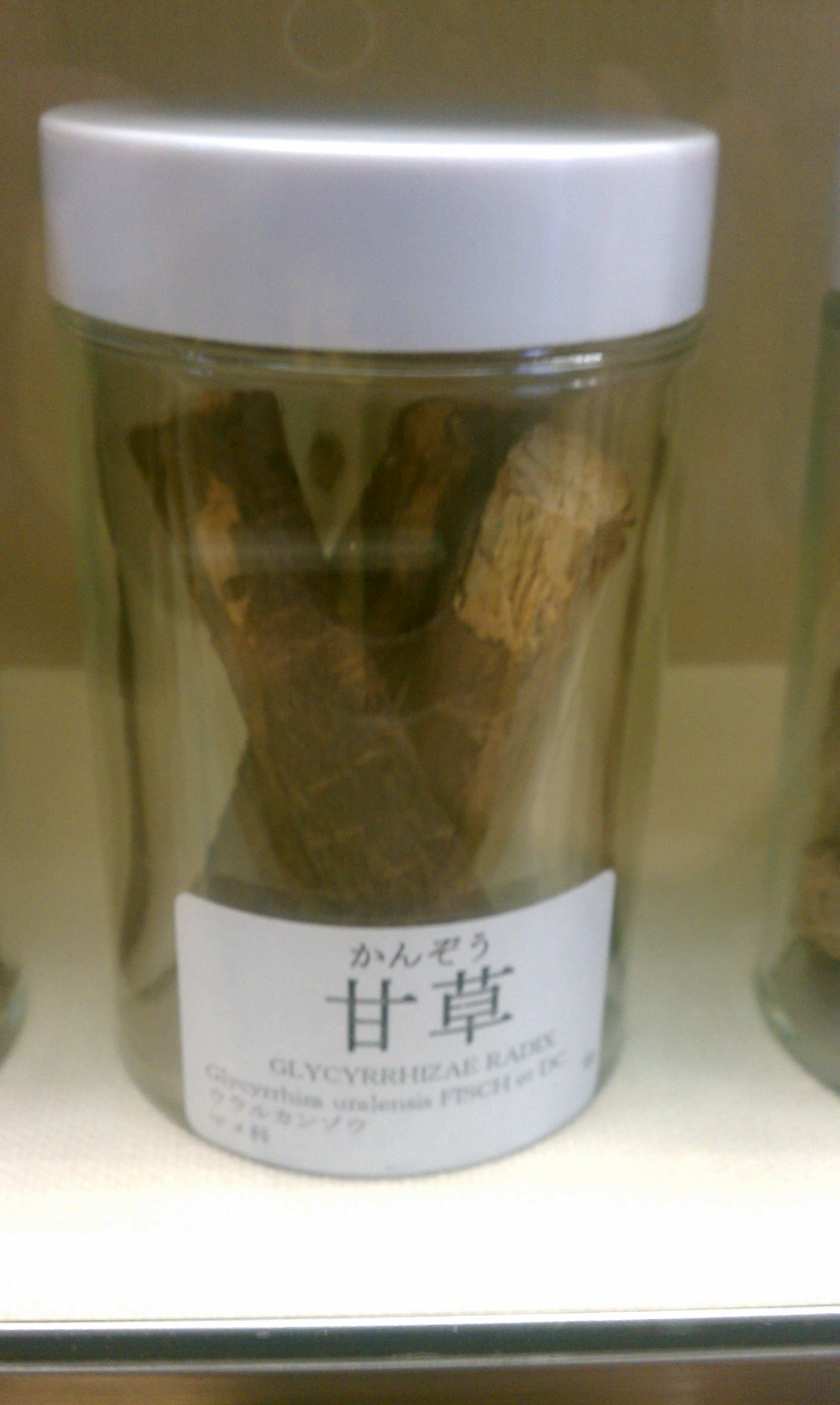
甘草

## 副作用
下痢、食欲不振、発疹、全身のだるさ。まれな副作用として黄疸、薬剤性肺炎、劇症肝炎、偽アルドステロン症、ミオパチー、腸間膜静脈硬化症が挙げられる。

## 医学的評価
網羅的に検索された362の臨床論文のメタアナリシスから、防風通聖散はBMIを有意に低下させることが判明している。679の被験者（351人が服用、328人は対照群）を比較することで、ウエスト周囲径、血中糖脂質や血圧には、両群で有意な差は認められなかったが、BMIが有意に減少した。